# El amor de mi vida
El amor de mi vida fue una telenovela mexicana producida por Argos Televisión para TV Azteca entre 1998 y 1999, adaptación libre de La señora de Cárdenas producida por RCTV en 1977, original de José Ignacio Cabrujas. Esta versión fue protagonizada por Claudia Ramírez y José Ángel Llamas, con las participaciones antagónicas de Jesús Ochoa, Eileen Abad y Enoc Leaño y con las actuaciones estelares de Verónica Merchant, Rafael Sánchez Navarro y los primeros actores Ernesto Gómez Cruz, Martha Navarro y Ana Ofelia Murguía.

## Argumento
Ana y Daniel, una pareja típica, están empezando a ver su relación desintegrada después de nueve años de matrimonio. Ana tiene 28 años y después de haber sacrificado su propia carrera para ayudar a su marido a construir la suya y para elevar a su hija Ana Elisa, ella está destrozada cuando descubre que Daniel ha estado engañándola con una amante, Patricia.
Después de un tiempo Ana deja a Daniel y conoce a Miguel Ángel, quien podría ser una nueva oportunidad para Ana de volver a amar.
Sin embargo Daniel no puede vivir sin Ana y esta dispuesto a recuperarla si es que no es demasiado tarde.

## Elenco
- Claudia Ramírez - Ana Valdez de Suárez
- José Ángel Llamas - Daniel Suárez
- Verónica Merchant - Clarisa Villaseñor
- Ernesto Gómez Cruz - Faustino Valdez
- Ana Ofelia Murguía - Mamá Lupe
- Martha Navarro - Ofelia de Valdez
- Eileen Abad - Patricia
- Patricio Wood - Elías Mendoza
- Rafael Sánchez-Navarro - Miguel Ángel Castañeda
- Jesús Ochoa - Leopoldo Mirabal
- Roberto Sosa - El Chino
- Martín Altomaro - Aníbal Valdés
- Emilio Guerrero - Cabrera
- Patricia Llaca - Ángela Valdés de Mirabal
- Eugenia Leñero - Mayra
- Enoc Leaño - Anselmo
- Eliana López - Rocío Valdés
- Diego Luna - Claudio Mendoza
- Liat Heras Sclar - Ana Elisa
- Raúl Méndez - Rodrigo
- Daniel Martínez - Darío
- Ari Telch - Jorge
- Mercedes Olea - Adriana
- Alejandra Prado - Silvia
- Gabriela Canudas - Pilar
- María Rojo - Sagrario Verti
- Ana Laura Espinosa - Irma Langarica
- Juan Carlos Remolina
- Abe Heras Sclar - Diego
- Dora Cordero
- Juan Carlos Barreto - Luis
- Rosa Furman
- María del Carmen Farías
- Salvador Zerboni

## Versiones
- La señora de Cárdenas, telenovela venezolana producida por RCTV en 1977, protagonizada por Doris Wells y Miguel Ángel Landa.

- La señora de Cárdenas, película para TV realizada por la productora RCTV en 2003, dirigida por Luis Manzo, y protagonizada por Roxana Díaz, Alfonso Medina, Marlene De Andrade y Dad Dáger.